# György Sándor
György Sándor [ɟørɟ ˈʃaːndor] (* 21. September 1912 in Budapest, Ungarn; † 12. Dezember 2005 in New York, N.Y.) war ein ungarisch-US-amerikanischer Pianist.

## Leben und Wirken
Er studierte an der Franz-Liszt-Akademie in Budapest, Klavier bei Béla Bartók, Komposition bei Zoltán Kodály. 1939 zog Sándor in die USA, nicht aus politischen Gründen, sondern da ihn das amerikanische Lebensgefühl ansprach, und nahm 1943 auch die US-amerikanische Staatsbürgerschaft an. Bekanntheit erlangte er durch die Uraufführung des 3. Klavierkonzertes von Bartók. Des Weiteren spielte er das Gesamtwerk für Klavier von Béla Bartók zweimal ein; für die erste Einspielung auf Vox erhielt er 1965 den Grand Prix du Disque. Ebenfalls spielte er das gesamte Klavierwerk von Zoltán Kodály und das von Sergei Prokofiew (1968) ein.
Sándor war berüchtigt dafür, seine Meinung zur Interpretation von Bartók sehr entschieden, bis hin zur Grobheit, zu vertreten, und geriet darin gelegentlich in Streit mit anderen Pianisten.
Sándor unterrichtete von 1956 bis 1961 an der Southern Methodist University in Dallas, von 1961 bis 1981 an der University of Michigan und seit 1982 an der Juilliard School of Music. Er schrieb eine Reihe von Klaviertranskriptionen, u. a. von Dukas’ Zauberlehrling, sowie 1981 ein Buch über die Technik des Klavierspiels.

## Werke
- On Piano Playing: Motion, Sound and Expression. Schirmer, Boston, MA 1981.